# Mangonia tweedieana
Mangonia tweedieana är en kallaväxtart som beskrevs av Heinrich Wilhelm Schott. Mangonia tweedieana ingår i släktet Mangonia och familjen kallaväxter. Inga underarter finns listade.